# Virt-manager
레드햇 버추얼 머신 매니저(Virtual Machine Manager) 또는 virt-manager는 컴퓨팅에서 데스크톱 가상 머신 모니터이다.

## 기능
버추얼 머신 매니저는 사용자에게 다음 기능을 제공한다:
- VM의 생성, 편집, 시작, 중단
- VM 콘솔의 보기 및 제어
- 각 VM의 성능 및 이용 통계 보기
- 실행 중인 모든 VM과 호스트, 실제 성능 및 리소스 이용 통계 보기
- 로컬 또는 원격으로 KVM, 젠, QEMU 가상 머신 사용
- LXC 컨테이너 사용

## 같이 보기
- Libvirt